# Parc des Eaux-Vives
Pour les articles homonymes, voir Eau vive.
Le parc des Eaux-Vives est un parc public de 84 852 m2, situé à Genève, en Suisse.

## Localisation

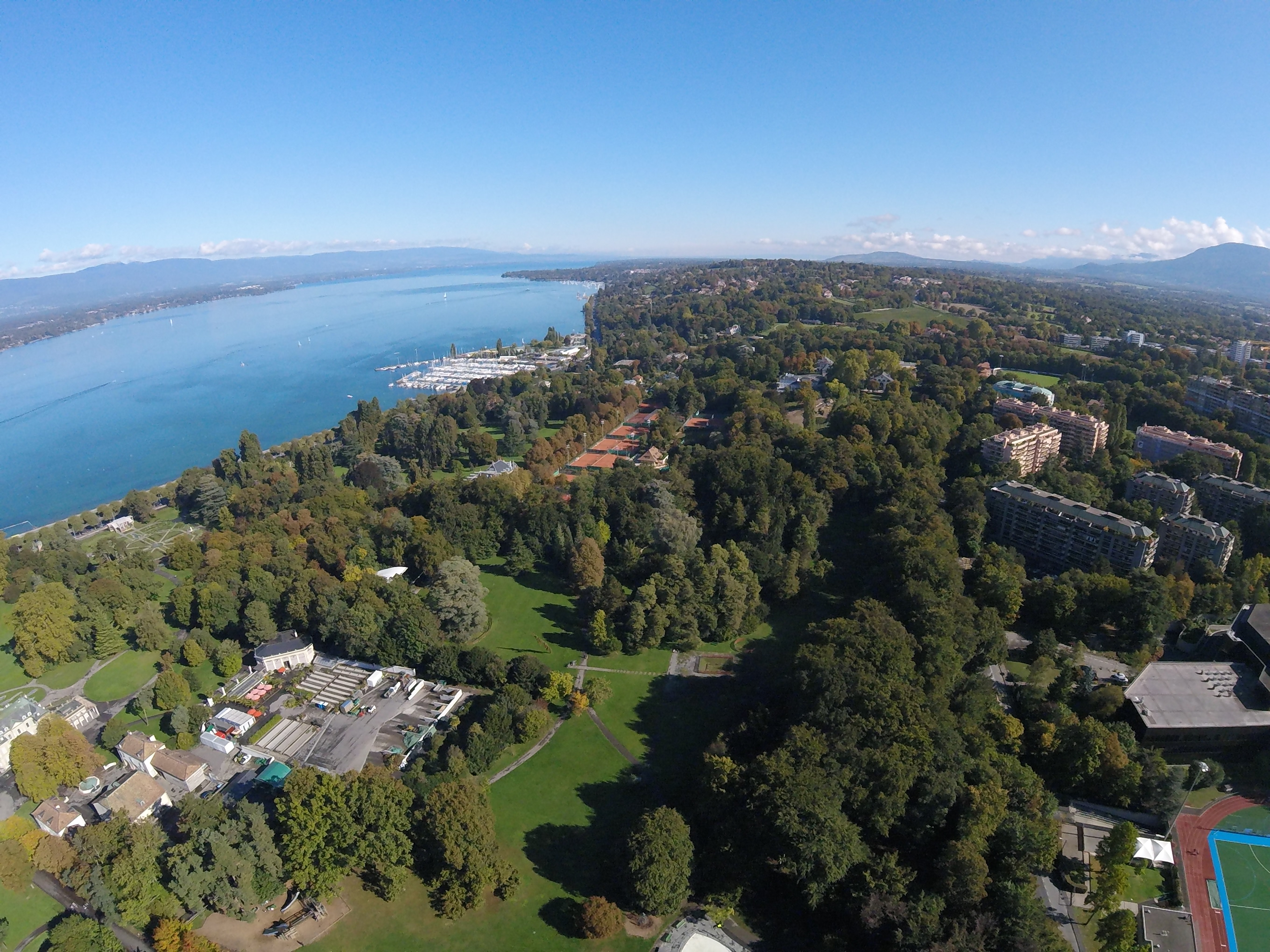
Le parc des Eaux-Vives, vue aérienne

Le parc se situe sur le territoire de l'ancienne commune des Eaux-Vives, aujourd'hui quartier de la ville de Genève, sur la rive gauche du lac Léman, dans le prolongement à l'est du parc de La Grange. Situé en pente descendante en direction du lac, il est délimité par le quai Gustave-Ador en bas et la route et le plateau de Frontenex en haut.

## Histoire
Le site du Parc des Eaux-Vives est un vaste domaine, constitué au XVIe siècle par la famille Plonjon puis racheté en 1714 par le banquier Joseph Bouer qui y fait construire la maison de maître en 1750. La résidence est utilisée comme pension au début du XIXe siècle avant que l'ensemble de la propriété ne soit achetée par Louis Favre en 1866. 
L'ancienne campagne Louis Favre a été acquise par la Société de l'industrie des hôtels en 1897. Des attractions sont organisées au moins depuis 1898 : « Concerts. Attractions diverses. Tennis. Croquets. Piste vélocipédique. Restauration », entrée 50 centimes.

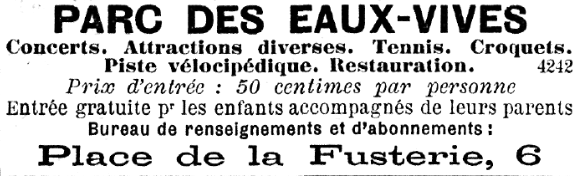
Journal de Genève, 28 juin 1898.

La maison de maître est transformée en un restaurant de luxe vers 1900. En 1907, le parc est développé par le paysagiste Jules Allemand pour le compte de la Société des Hôtels de Genève.

Luna-Park, 1911.

Un « Luna-Park » est créé en 1896. De nombreuses attractions sont annoncées, outre le restaurant et le théâtre : Afrique mystérieuse (on veut recruter une centaine d’hommes, femmes et enfants pour constituer un « village africain »), Water-Chute, Zig-Zag, Vagues charmeuses, Roue joyeuse, Taquineur, Cake-Walk, Maison joyeuse, Tir, Tanagra, Skating-Rink, Lac Vénitien (gondoles), Jardin zoologique, promenades à ânes et à dos de chameaux, Cyclone canadien (construit par une société londonienne). Pour les promoteurs, « la plupart des attractions relèvent du domaine scientifique, ce ne sera pas un champ de foire ». Sont prévues 16 000 ampoules électriques et de nombreuses « lampes à arc ». Si les brevets sont la propriété de sociétés étrangères, la construction des installations serait réalisée par des entrepreneurs genevois avec des matériaux suisses. 
Le parc est menacé de morcellement à l’automne 1912, la commune des Eaux-Vives veut acheter le domaine mais la somme demandée est considérable, un million et demi de francs. Une souscription est lancée en mars 1913. La commune s’engage pour 800 000 francs, le canton 280 000, la Ville pour 12 annuités de 10 000 francs,. Un « jugement d'évacuation » est signifié au propriétaire Mr Roditi en mai 1913. Le parc est finalement acheté par la commune des Eaux-Vives. Il devient propriété de la ville de Genève lors de la fusion des communes en 1931. Le restaurant du Parc des Eaux-Vives devient un établissement gastronomique au début des années 1960. 
En 2000, une pétition de 2 000 signatures demande l'agrandissement du parc. Cette pétition a été acceptée le 15 mai 2001.

## Hotel
L'étage supérieur du restaurant ainsi que les combles sont aménagés sous la forme d'un hôtel de luxe. Ces sept chambres en font le plus petit hôtel quatre étoiles de Suisse.

## Contenu du parc
Outre le restaurant, le parc comprend un étang alimenté par un filet d'eau sortant d'une grotte, de nombreux massifs végétaux de toutes sortes ainsi qu'une importante collection de rhododendrons, offerte par les Pays-Bas en remerciement à Genève pour son aide humanitaire pendant la Seconde Guerre mondiale.
Dès 1898, le haut du parc accueille le Tennis Club Genève, premier club de tennis genevois fondé deux ans plus tôt. En 1928, le club fait construire un club-house puis, en 1958, le court central qui accueille en 1980 et en 1991 le Grand Prix ATP Tour de Genève.  